# Беатриса Бранденбургская
Беатриса Бранденбургская (нем. Beatrix von Brandenburg, пол. Beatrycze Brandenburska; около 1270 — до 26 апреля 1316) — немецкая принцесса из Бранденбургской линии династии Асканиев, жена в первом браке князя Яворского и Свидницкого Болеслава I Сурового  (1252/1256 — 9 ноября 1301), во втором браке князя Бытомского и Козленского Владислава Бытомского (1277/1283 — до 8 сентября 1352).

## Биография
Беатриса была дочерью маркграфа Бранденбурга Оттона V от брака с  Юдит Хеннеберг-Кобургской, дочерью графа Германа I фон Хеннеберг.
Яворский князь Болеслав I Суровый искал защиту своих владений от растущих амбиций своего родственника Генриха IV Пробуса, князя Вроцлавского. С этой целью он решил заключить союз с влиятельными немецкими соседями – маркграфами Бранденбургскими. Этот союз был скреплен помолвкой между ним и Беатрис, которая состоялась в городе Шпандау 19 апреля 1279 года. Однако из-за близких родственных связей жениха и невесты для заключения брака требовалось разрешение Папы, которое долго не удавалось получить. В итоге свадебная церемония прошла в Берлине более чем через пять лет, 4 октября 1284 года, хотя папское разрешение на нее было получено только через год, в 1285 году. Четыре года спустя, в 1288 году, оппонент Болеслава Генрих IV Пробус женился на младшей сестре Беатрисы Матильде Бранденбургской.
От брака с Болеславом I Суровым у Беатрисы было десять детей:
- Юдит (ок. 1287 — 15 сентября 1320), вышла замуж за герцога Нижней Баварии Стефана I
- Болеслав (ок. 1288—1300)
- Беатриса (ок. 1290 — 25 августа 1322), вышла замуж за герцога Нижней Баварии Людовика IV
- Бернард (ок. 1291 — 6 мая 1326)
- Генрих (ок. 1292/1296 — до 15 мая 1346)
- Эльжбета (1300)
- Маргарет (1300)
- Болеслав II (1 февраля 1300 — 11 июня 1341)
- сын (ок.1301 — 24 декабря 1307)
- Анна (родилась посмертно 21 ноября 1301 — до 24 июня 1334), аббатиса в Стшелине

Болеслав I скоропостижно скончался 9 ноября 1301 года. В то время Беатрис была беременна их младшей дочерью Анной, которая родилась через две недели после смерти отца. Болеславу наследовали его сыновья, но так как они в то время были несовершеннолетними, брат Беатрис Герман I, маркграф Бранденбург-Зальцведельский взял на себя регентство над их владениями и опеку над ее детьми.
После почти семи лет вдовства 21 сентября 1308 года Беатрис вторично вышла замуж за Владислава, князя Козленского и Бытомского. У них было двое детей:
- Казимир (ок. 1312—1342/1347), князь Козленский
- Евфимия (ок. 1312—1376/1378), жена с 1328/1333 года князя Конрада I Олесницкого (1290/1294 — 1366)

Беатриса умерла в 1316 году, пережив четверых из своих двенадцати детей.